# Gediminas Kaupas
Gediminas Kaupas (né le 7 septembre 1988 à Vilnius) est un coureur cycliste lituanien. Il participe à des compétitions sur route et sur piste. 

## Palmarès et classements mondiaux

### Palmarès sur route
- 2005
  - 3e du championnat de Lituanie du contre-la-montre juniors
  - 3e du Circuit Mandel-Lys-Escaut juniors
- 2006
  - Guido Reybrouck Classic
  - Trophée des Flandres
  - 3e du Prix de Saint-Martin Kontich
  - 3e du Circuit Het Volk juniors
- 2016
  - 3e étape du Tour de Hongrie

### Classements mondiaux
| Année            | 2010 | 2011 | 2012 | 2013 | 2014 | 2015 | 2016   | 2017   |
| ---------------- | ---- | ---- | ---- | ---- | ---- | ---- | ------ | ------ |
| UCI America Tour |      |      |      |      | 310e |      |        |        |
| UCI Europe Tour  | 737e | 938e | nc   | 490e | 873e | 963e | 1 346e | 1 834e |

## Palmarès sur piste

### Championnats de Lituanie
- 2017
  -  Champion de Lituanie de l'omnium
  - 3e du championnat de Lituanie de scratch
- 2019
  - 2e du championnat de Lituanie de course aux points
- 2020
  -  Champion de Lituanie de course aux points
  - 3e du championnat de Lituanie de l'omnium